# Pieter van der Hoeven
Pieter (Piet) van der Hoeven (Amsterdam, 25 oktober 1911 – Groningen, 26 september 1980) was een Nederlandse wetenschapper. Hij was een broer van de staatsrechtgeleerde Johannes van der Hoeven.
Piet werd in Amsterdam geboren als zoon van een onderwijzer, de oudste van zes kinderen. Hij studeerde daar ook wis- en natuurkunde. In 1939 vertrok hij naar Batavia om er leraar te worden. Tijdens de Tweede Wereldoorlog en de Japanse bezetting van Nederlands-Indië zat hij gevangen in een Japans interneringskamp.
Na de oorlog werd hij leraar aan de HBS in Deventer. Hij promoveerde in 1961 aan de Rijksuniversiteit Groningen op het proefschrift Metafysica en fysica bij Descartes. Daarna werd hij hoogleraar aan de Technische Hogeschool Delft en korte tijd later bijzonder hoogleraar aan de Rijksuniversiteit Groningen met als leeropdracht Geschiedenis der wijsbegeerte in verband met de ontwikkeling der exacte wetenschappen.
Naast hoogleraar was Piet van der Hoeven vanaf 1965 organist in Eelde. Als orgeladviseur begeleidde hij aldaar ook de restauratie van het kerkorgel. Hij was een leerling van Hendrik Bos.
Hij was getrouwd met Mieke Houtman en vader van zes kinderen.
Van der Hoeven overleed in 1980 in Groningen.

## Publicaties
- René Descartes: wetenschap en wijsbegeerte / door P. van der Hoeven. Baarn: Het Wereldvenster, 1972. - 118 p. (Wijsgerige Monografieën) Lit.opg.: p. 116-118. ISBN 90-293-0515-0
- Blaise Pascal / door Dr. P. van der Hoeven. Baarn: Het Wereldvenster, 1964.
- Metafysica en fysica bij René Descartes / door Pieter van der Hoeven. Gorinchem: Noorduyn, 1961. - 293 p. Proefschrift, Groningen
- Galilei / door P. van der Hoeven – Baarn: Het Wereldvenster, 1966
- Newton, een inleiding tot zijn wijsgerige inzichten. Baarn: Het Wereldvenster, 1979

Redes:
- De aard van wijsgerig denken: verantwoording van een methode (inaugurele rede TH Delft. Gorinchem, 1966)
- De exacte wetenschap als toetssteen voor wijsgerig denken (inaugurele rede RU Groningen. Baarn, 1970)
- De Cartesiaanse fysica in het denken van Spinoza (voordracht gehouden te Rijnsburg. Leiden, 1973)

- Bibliothèque nationale de France: cb11996423x (data)
- International Standard Name Identifier: 0000 0001 1999 3872
- Library of Congress Control Number: n79110145
- Nederlandse Thesaurus van Auteursnamen: 068033192
- Virtual International Authority File: 79039633
- WorldCat: E39PBJvHgF6Ktxmgx6dWbrPqQq